# 戦場のボーイズ・ライフ
「戦場のボーイズ・ライフ」（せんじょうのボーイズライフ）は、小沢健二の9thシングル。1995年5月17日に東芝EMIから発売。

## 解説
新曲としては「強い気持ち・強い愛/それはちょっと」以来で、再び東京スカパラダイスオーケストラと共演している。フジテレビ系列の音楽番組『HEY!HEY!HEY! MUSIC CHAMP』のエンディングテーマであった。

## 収録曲
1. 戦場のボーイズ・ライフ (ボーイズ・ライフpt.2:愛はメッセージ)
2. ぼくらが旅に出る理由(“THE LIFE SHOW”Live)
前作に引き続き、ライヴ「THE LIFE SHOW」からの音源。
3. 戦場のボーイズ・ライフ (ボーイズ・ライフpt.2:愛はメッセージ) (オリジナル・カラオケ)

（全曲 作詞・作曲・編曲:小沢健二 ストリングス編曲:服部隆之(#1,3) ホーン編曲:小沢健二・NARGO・北原雅彦・GAMOU(#1,3)）

## 収録アルバム
『我ら、時』にライブバージョンが収録されている。

## テレビ出演
- 戦場のボーイズ・ライフ
  - 1995年12月29日 テレビ朝日「ミュージックステーション」